# 川尻浩史
川尻 浩史（かわじり ひろし、本名：弘（ひろし）、1946年（昭和21年）
4月19日 - ）は日本の栃木県芳賀郡益子町の益子焼の陶芸家である。
窯元の名称は「風窯」。
同じく益子焼の陶芸家である「川尻製陶所」の川尻琢也の父親である。

## 経歴

### 生い立ち
1946年（昭和21年）4月19日、北海道雨竜郡妹背牛町に生まれる。
家は約12ヘクタールの田んぼを耕していた農家であった。しかし北海道立深川東高等学校を卒業後に上京し、洋画家の夢を実現すべく、立川市の雪印乳業に勤めながら、一線美術会員であった巽邦夫に絵画を学んでいた。そして新気流美術協会にも所属していたという。

### 作陶の道へ
そしてそんな生活が2年間が過ぎたある日のこと。ある壺の絵を描いていたら、だんだんとその壺を作ってみたくなっていった。こうして抽象画を学んでいた20歳前後の若者は、形のある陶器を作るべく、陶芸家を目指すために益子へと向かった。
1967年（昭和42年）、益子にある須藤製陶所に入所。須藤政雄に師事する。陶工たちが轆轤を用いて作り上げる作陶の手業に目を見張りながら、轆轤の前に座り、土を相手にする毎日は楽しいものだった。
そして4年後の1971年（昭和46年）、益子の山間部にあった藁葺き屋根の農家の家を借りて築窯し独立した。生活は必ずしも楽ではなく、半農半陶の生活も続いていたという。
そんな川尻に、知人から南米での陶芸関係の仕事の話が持ち上がった。

### 海外での作陶活動
南米での陶芸指導の仕事の主な訪問先はベネズエラとペルーとコロンビアだった。そして三角模様や渦巻きなどの幾何学模様の絵付けが主であるインディオの陶器から鮮烈な印象を受け、その後の川尻の作陶活動を左右し、その作風は慌ただしく揺れていった。
しかし貼り付けや炭化など、様々な作陶技法も経験していったが、「これは自分のやり方ではない」といつも感じていた。個性的な陶器の製作手法に触れていくうちに、逆に「個性が無いのが自分の個性である」と、「没個性な陶の美」を見出していった。
またこの頃には築窯師となっており、1980年（昭和55年）の夏には西ドイツ（当時）を訪問し登り窯を築窯した。英国以外の欧州の国々では登り窯自体が珍しいものであったため、益子焼を引っさげて西ドイツにやってきたヒゲの日本人は更に珍しかったため、地元の新聞などで報道され話題を呼んだという。
そして1982年（昭和57年）頃から窯は登り窯一つに絞るようになり、益子の伝統的な釉薬を使い、肩肘を張らずに自然の赴くままに、季節のサイクルで窯を焚くようになっていった。
1983年（昭和58年）8月13日、男の子が産まれた時に「琢也」と名付けた。「琢」の文字には「苦労して美しいものを作り上げる」という意味が込められていた。
試行錯誤しながら物事を切り開き根を下ろし、ひたむきな生活を送る「道産子の開拓精神」は、長男である川尻琢也と「川尻製陶所」に引き継がれていくことになる。

### 東日本大震災と「窯」の復興活動
2011年（平成23年）3月11日、東日本大震災が発生した。この時、益子の店舗で販売されていた商品や、益子陶芸美術館や益子参考館に収められた収蔵品、窯元にあった完成品や製作途中の陶芸作品、そして登り窯を初めとした多くの窯が崩壊した。そして「風窯」と川尻製陶所の登り窯も被害に遭った。
陶芸を焼成するための登り窯を製作する「築窯師」でもあった浩史は、まずは「風窯」と川尻製陶所の登り窯を修繕し、それから東日本大震災で崩壊の被害に遭った会津本郷焼の窯元「宗像窯」の登り窯の修繕に協力、また七輪で陶器の焼成を行う「七輪陶芸」の教室を開くなど、東日本大震災の復興活動を行った。

### 「ゲストハウス nobori」
震災復興活動と同時に、古くなった登り窯を取り壊して、登り窯だった資材を活用しながらDIYにより一軒家を建築。「ゲストハウス nobori」として運営している。
そして現在は陶芸家を引退し、細工場や登り窯は長男・琢也に譲り、本名の川尻弘に戻り、建築業や庭師などの仕事に携わっている。

## 家族
子に陶芸家である両親の背中を見て育ち、「栃木県産業技術センター 窯業技術支援センター」伝習生を修了した後、沖縄県の壺屋焼：やちむんの窯の一つである沖縄県読谷村・読谷山焼 北窯の一人である與那原正守に師事。現在は益子町に戻り、登り窯で焼成し益子焼の作陶活動をしながら「life+tool 川尻製陶所」を営む川尻琢也がいる。

## 弟子
- 折笠秀樹[32][33][34][35][36][37]
- 栗原節夫[38][39][40][41]